# Superwizja (psychoterapia)
Superwizja (ang. clinical supervision) – metoda używana w konsultacjach, psychoterapii i innych dyscyplinach związanych z opieką nad zdrowiem psychicznym oraz kontaktach z osobami dotkniętymi psychologicznymi problemami zdrowotnymi. Obejmuje regularne spotkania terapeuty z innym specjalistą posiadającym certyfikat superwizora. Superwizja polega na konsultowaniu pracy z pacjentem i innych kwestii związanych z wykonywaniem obowiązków psychoterapeuty w toku ustrukturyzowanej dyskusji.
Celem superwizji jest pomoc terapeucie w przyjrzeniu się jego własnemu doświadczeniu w pracy z pacjentem, ewentualnym przeszkodom w tym kontakcie leżącym zarówno po stronie samego terapeuty, jak i pacjenta, jak również zapewnienie wysokiej jakości świadczonych usług terapeutycznych.
Superwizja może przebiegać indywidualnie lub grupowo.

## Zakres superwizji[1]
Superwizja powinna uwzględniać trzy obszary:
- formacyjny – związany z rozwojem zasobów własnych przez osobę udzielającą wsparcia, psychoterapeuty;
- normatywny – związany z przestrzeganiem przyjętych zasad etyki zawodowej;
- wzmacniający – związany z regeneracją sił własnych pomagającego.

Przeczytaj ostrzeżenie dotyczące informacji medycznych i pokrewnych zamieszczonych w Wikipedii.